# Cameron Girdlestone
Cameron Girdlestone (Sídney, 29 de abril de 1988) es un deportista australiano que compite en remo.
Participó en dos Juegos Olímpicos de Verano, obteniendo dos medallas en la prueba de cuatro scull, plata en Río de Janeiro 2016 y bronce en Tokio 2020. Ganó una medalla de plata en el Campeonato Mundial de Remo de 2015, en la misma prueba.

## Palmarés internacional
| Juegos Olímpicos   | Juegos Olímpicos        | Juegos Olímpicos  | Juegos Olímpicos |
| Año                | Lugar                   | Medalla           | Prueba           |
| ------------------ | ----------------------- | ----------------- | ---------------- |
| 2016               | Río de Janeiro (Brasil) | Medalla de plata  | Cuatro scull     |
| 2020               | Tokio (Japón)           | Medalla de bronce | Cuatro scull     |
| Campeonato Mundial |                         |                   |                  |
| Año                | Lugar                   | Medalla           | Prueba           |
| 2015               | Aiguebelette (Francia)  | Medalla de plata  | Cuatro scull     |